# Giaches de Wert

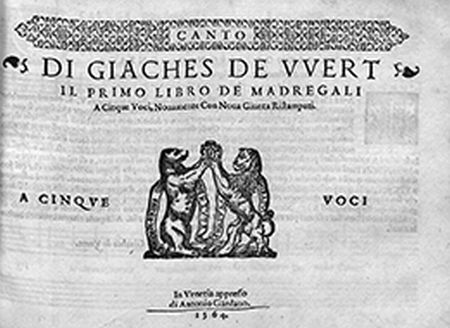
Il "primo libro de madregali" di Giaches de Wert

Giaches de Wert (Gand o Weert, 1535 circa – Mantova, 6 maggio 1596) è stato un compositore fiammingo attivo in Italia nel XVI secolo.

## Biografia
Giaches de Wert  nacque probabilmente a Gand (nell'attuale Belgio), o a Weert (in territorio olandese); giunse in Italia giovanissimo e fu forse fanciullo cantore della cappella di Maria di Cardona ad Avellino. Lavorò poi alla corte di Novellara nel Ducato di Reggio Emilia, dove sposò Lucrezia Gonzaga. Divenne maestro di cappella per i duchi Gonzaga di Mantova, succedendo a Giovanni Contino.  
Si spostò successivamente a Milano, ancora con l'incarico di maestro di cappella sino a circa il 1565 e tornò infine a Mantova, città che lo ospiterà per il resto della sua vita.
Viaggiò al seguito del duca Guglielmo Gonzaga tra Ferrara, Venezia e Augusta; nonostante le lusinghiere proposte di lavoro ricevute, in particolare da Massimiliano II d'Asburgo, non volle mai trasferirsi e preferì rimanere al servizio del duca. Questi, nel 1580, in segno di particolare benevolenza, concesse la cittadinanza a lui e alla famiglia, accompagnandola con una donazione.
Negli anni seguenti, fu più volte a Ferrara, dove intrattenne una relazione contrastata con Tarquinia Molza, attiva collaboratrice in seno al celebre 'concerto delle dame' ferraresi.
Gli ultimi anni furono offuscati dalla cattiva salute; soffriva infatti periodicamente di attacchi di febbre causati dal clima mantovano. Nel 1585 riuscì a guarire miracolosamente dal vaiolo, ma nel 1596 fu stroncato dalla malaria.
Morì a Mantova nella sua casa in Contrada dell'Aquila, tra il palazzo ducale e la residenza mantovana dei Gonzaga di Novellara, presso i quali aveva speso la maggior parte della sua carriera, ricoprendo un duplice incarico; tale privilegio sarà in seguito nuovamente concesso solo a Claudio Monteverdi. Fu sepolto nella cripta di S. Barbara (patrona della famiglia ducale), vicino alla tomba di un altro musicista di corte, Francesco Rovigo.

## Stile
Wert fu inizialmente influenzato da Cipriano de Rore, musicista famoso e già attivo a Ferrara.
Le prime composizioni di Wert utilizzavano i testi dei poeti prediletti dalla letteratura madrigalistica rinascimentale, Petrarca, Bembo, Ariosto; solo successivamente il musicista spostò la sua attenzione nei confronti dei versi dei poeti 'nuovi', Torquato Tasso e Battista Guarini. In seguito a questo mutamento, dal settimo libro, Wert sviluppò uno stile più drammatico, espresso in un linguaggio dai forti contrasti, di carattere più teatrale.
L'ottavo libro evidenzia un'ulteriore evoluzione compositiva, resa attraverso la scelta di linee melodiche virtuosistiche per il canto; la scrittura musicale alterna le voci superiori e inferiori a blocchi separati, tratto che diventerà caratteristico dei madrigali scritti per il 'concerto delle dame' e sarà molto imitato da altri compositori che lavorarono nell'orbita mantovano-ferrarese nel corso del 1580 e 1590, tra i quali Benedetto Pallavicino e Claudio Monteverdi.
L'unica pubblicazione di Wert nel genere più 'leggero' della canzonetta, fu Il primo libro delle canzonette villanelle a cinque voci.
L'undecimo libro, l'ultimo a essere stampato mentre era ancora in vita, contiene musica su testi de Il pastor fido di Guarini. La poesia manierata, aristocratica ed elegante de Il Pastor Fido e della Gerusalemme liberata del Tasso, rimarrà a lungo una fonte di versi a cui i compositori attingeranno per la composizione dei loro madrigali. In questa pubblicazione in particolare, i madrigali di Wert sembrano introdurre alcuni elementi di stile che saranno precipui di compositori più tardi, come Monteverdi, che trascorse i suoi primi anni a Mantova proprio nel periodo in cui Wert, ormai celebre, passò gli ultimi della sua carriera.

## Opere

### Musica profana
- Il primo libro de madrigali (1558; 5 voci)
- Il primo libro de madrigali (1561; 4 voci)
- Madrigale del fiore, libro primo (1561; 5 voci)
- Madrigale del fiore, libro secondo (1561; 5 voci)
- Il terzo libro de madrigali (1563; 5 voci)
- Il secondo libro de madrigali (1564; 5 voci)
- Il quarto libro de madrigali (1567; 5 voci)
- Il quinto libro de madrigali (1571; 5 voci)
- Il sesto libro de madrigali (1577; 5 voci)
- Il settimo libro de madrigali (1581; 5 voci)
- L'ottavo libro de madrigali (1586; 5 voci)
- Il nono libro de madrigali (1588; 5 voci)
- Il primo libro delle canzonette villanelle (1589; 5 voci)
- Il decimo libro de madrigali (1591; 5 voci)
- L'undecimo libro de madrigali (1595; 5 voci)
- Il duodecimo libro de madrigali (1608; da 4 a 7 voci)

### Musica sacra
- Motectorum liber primus (1566; 5 voci)
- Il secondo libro de motetti (1581; 5 voci)
- Modulationum liber primus (1581; 6 voci)